# Hartheim am Rhein
Hartheim am Rhein ist eine Gemeinde im Landkreis Breisgau-Hochschwarzwald im deutschen Bundesland Baden-Württemberg und liegt knapp 20 km südwestlich von Freiburg im Breisgau. Laut einem Bericht des statistischen Landesamtes Baden-Württemberg vom März 2012 ist sie in Bezug auf die Einwohnerzahl die typische Durchschnittsgemeinde des Landes.

## Gemeindegliederung
Zu Hartheim gehören die ehemals selbständigen Gemeinden Bremgarten und Feldkirch. Die vor der baden-württembergischen Gemeindereform der 1970er Jahre selbständigen Gemeinden bilden die drei Ortsteile der Gemeinde. Deren offizielle Benennung erfolgt durch den vorangestellten Namen der Gemeinde und, durch Bindestrich verbunden nachgestellt, die Namen der Ortsteile. Die Ortsteile bilden zugleich Wohnbezirke im Sinne der baden-württembergischen Gemeindeordnung. In den beiden Ortsteilen Bremgarten und Feldkirch sind Ortschaften mit jeweils eigenem Ortschaftsrat und Ortsvorsteher als dessen Vorsitzender eingerichtet.

Zum Ortsteil Bremgarten gehören das Dorf Bremgarten, der Weiler Weinstetten und der Wohnplatz Weinstetter Mühle. Ebenfalls auf der Gemarkung Bremgarten befindet sich der nordöstliche Teil des Gewerbeparks Breisgau. Zum Ortsteil Feldkirch gehört das Dorf Feldkirch und zum Ortsteil Hartheim gehören das Dorf Hartheim und der Wohnplatz Rheinwärterhaus.

## Geschichte

### Hartheim

#### Name und erste Erwähnung
Der Name Hartheim geht auf das mittelhochdeutsche Wort „hart“ zurück, das Wald- oder fester Sandboden bedeutet, und weist auf der Ursprung der Ortschaft als einer Siedlung im oder am Wald hin. Der Ort wird erstmals 772/773 anlässlich einer Schenkung an das Kloster Lorsch im Lorscher Codex urkundlich erwähnt.

#### Bis zum 19. Jahrhundert
Im 15. Jahrhundert geriet Hartheim unter die Herrschaft der Stadt Breisach. 1635 wurde es im Dreißigjährigen Krieg völlig zerstört. Nach Ende des Krieges wurde Hartheim gemeinsam mit Breisach nach Frankreich eingegliedert. 1768 wurde erstmals eine Schule eingerichtet; seit 1823 ist sie in einem eigenen Gebäude untergebracht. Bis zur Rheinbegradigung durch Tulla lag Hartheim direkt am Rhein.

#### 20. und 21. Jahrhundert
Hartheim gehörte bis 1972 dem Landkreis Freiburg an. Mit dessen Auflösung am 1. Januar 1973 gelangte Hartheim zum neugebildeten Landkreis Breisgau-Hochschwarzwald. Am 1. August 1973 wurde die Gemeinde Bremgarten und am 1. Januar 1974 die Gemeinde Feldkirch nach Hartheim eingemeindet. Zum 1. Januar 2012 erfolgte die Umbenennung von Hartheim in Hartheim am Rhein.

### Bremgarten
Bremgarten wurde erstmals 1313 erwähnt, als Johannes von Staufen das Dorf an die Johanniter verkaufte. Über diese kam es an die Grafen von Freiburg. Im Dreißigjährigen Krieg wurde Bremgarten fast vollständig zerstört, aber bald wieder aufgebaut. Auch im Zweiten Weltkrieg erfolgte erneut eine erhebliche Zerstörung des Ortes. 1973 wurde Bremgarten nach Hartheim eingemeindet, bis dahin gehörte Bremgarten dem Landkreis Müllheim an. Von 1969 bis 1993 war der Flugplatz Bremgarten Heimat des Aufklärungsgeschwaders 51 Immelmann der deutschen Luftwaffe.

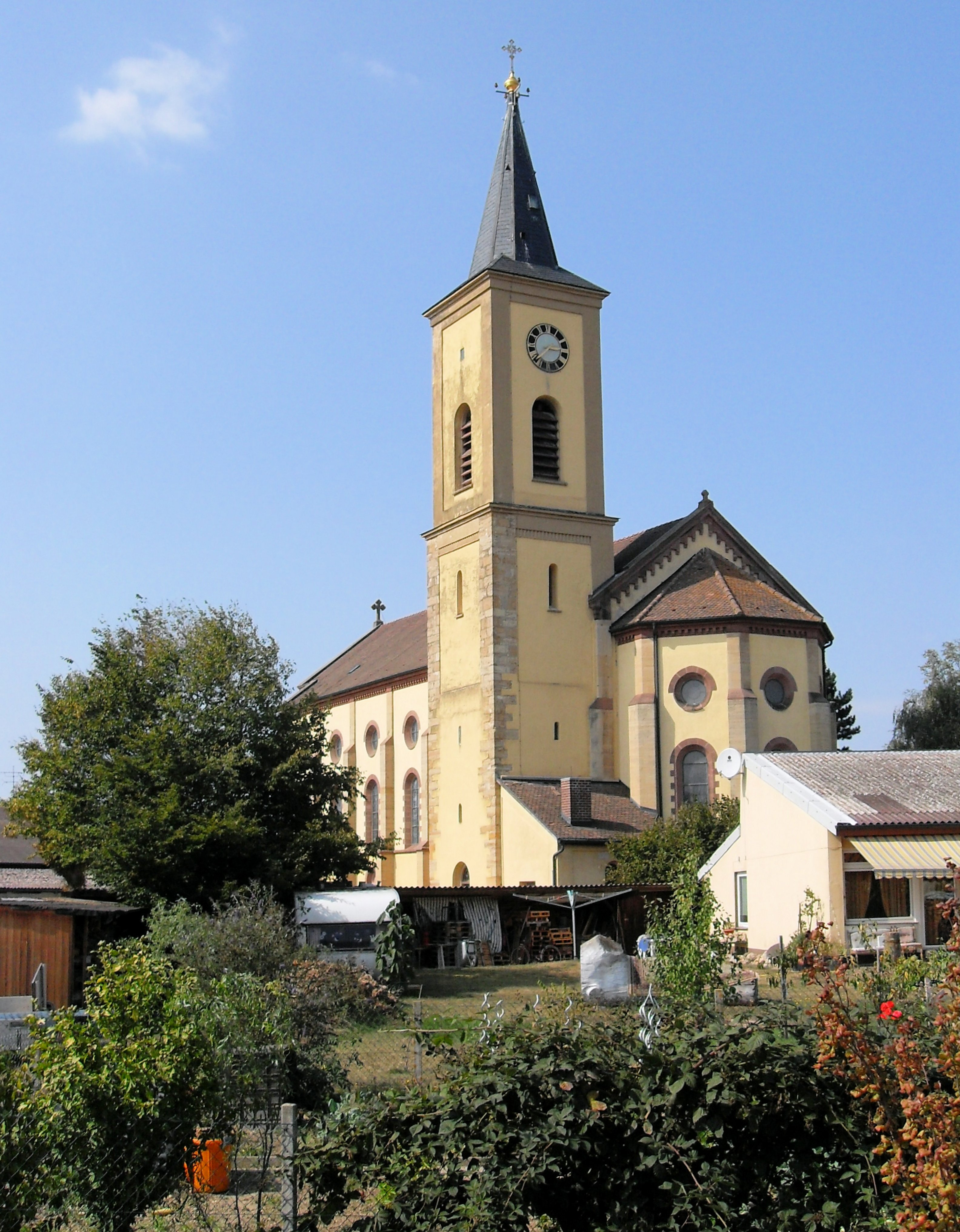
Kirche St. Stephan in Bremgarten
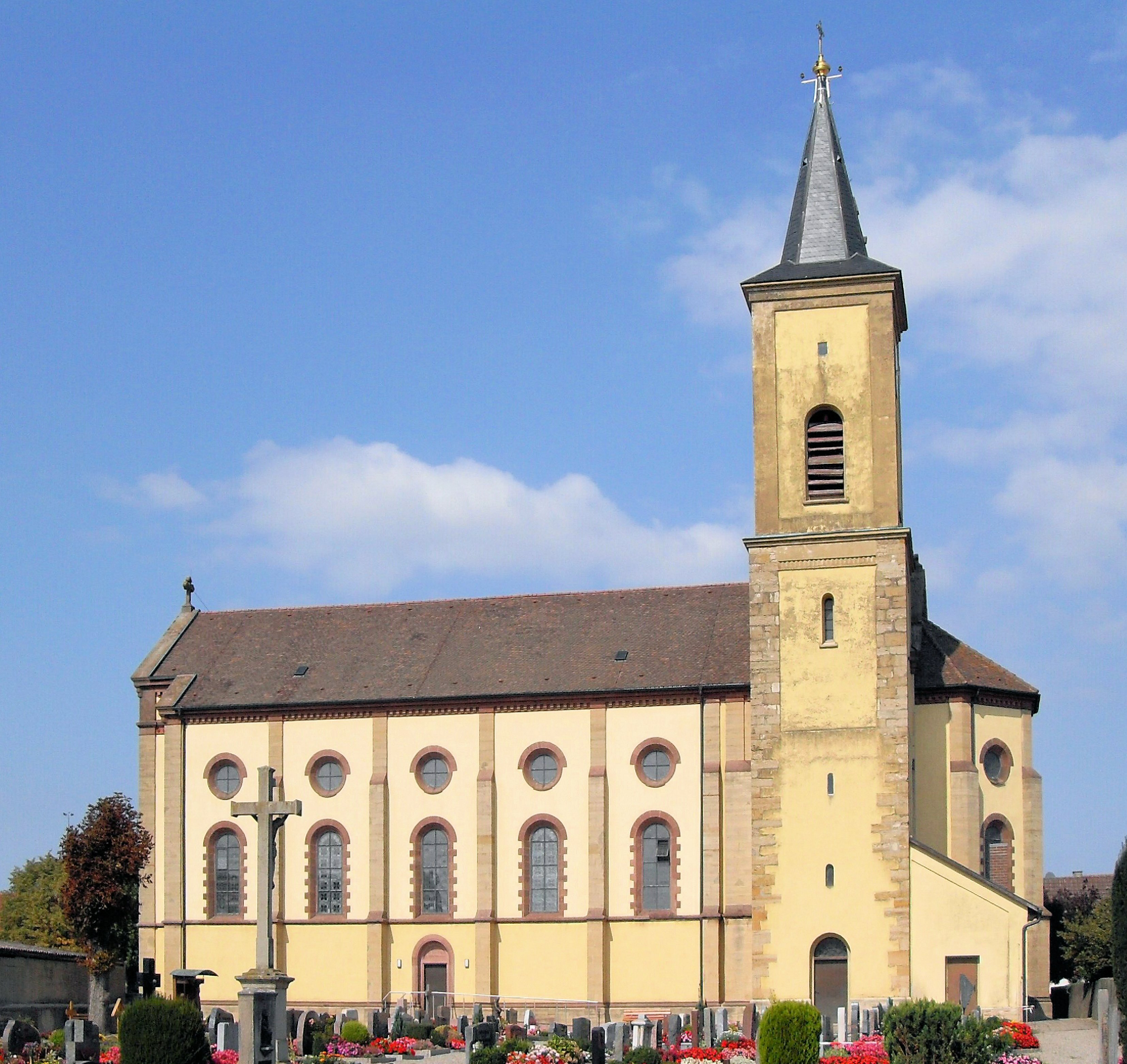
Kirche St. Stephan in Bremgarten

### Feldkirch
Um 1160 erscheint der Name Veltkilcha in Dokumenten. Um 1475 sind es zehn Herdstätten, d. h. zehn Familien, die sich um die „Kirche auf dem Feld“ niedergelassen haben. Während des Dreißigjährigen Krieges (1618–48) wurden das Dorf und die Kirche vollständig zerstört. Im Jahre 1690 begann der Umbau des Wessenbergischen Schlosses. Es erhielt weitgehend seine heutige Gestalt. Im Jahre 1866 endet die Präsenz der Wessenberger in Feldkirch. Seit dieser Zeit wechselte das Schloss häufig seine Besitzer. 1899 kam der Bürgermeister Heinrich Rinderle in den Besitz des Schlosses. Großzügig verteilte er die Felder an die Bauern der Gemeinde.
Im Jahre 1960 konnte die umfassende Restaurierung der Martinskirche abgeschlossen werden. 1964 feierten die Feldkircher den Neubau der Wessenbergschule. Zehn Jahre später weihte man den Martinskindergarten ein. Bis 1972 gehörte Feldkirch dem Landkreis Freiburg an. Mit dessen Auflösung gelangte Feldkirch zum neugebildeten Landkreis Breisgau-Hochschwarzwald. Zum 1. Januar 1974 wurde Feldkirch nach Hartheim eingemeindet.

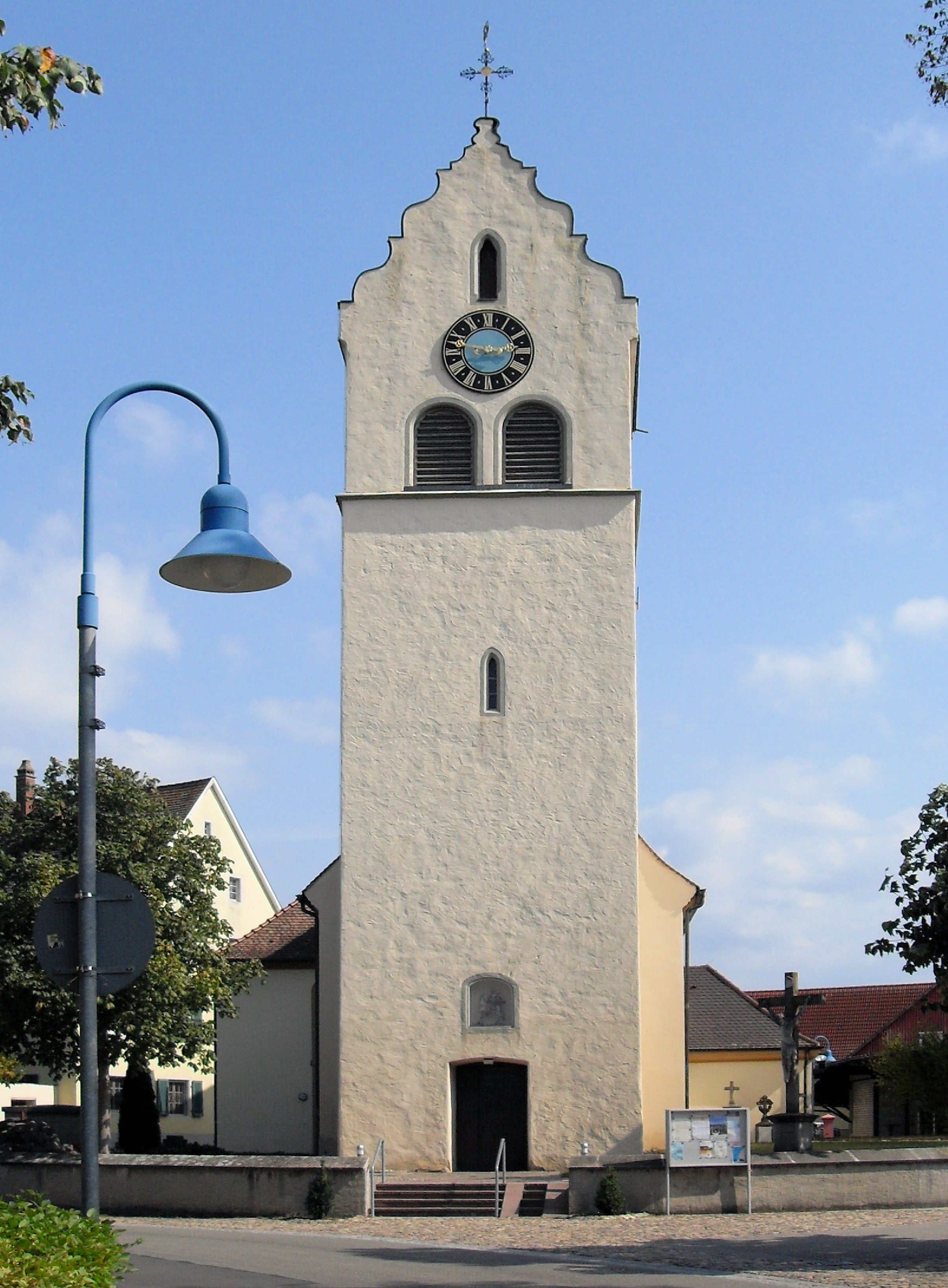
St. Martin Feldkirch
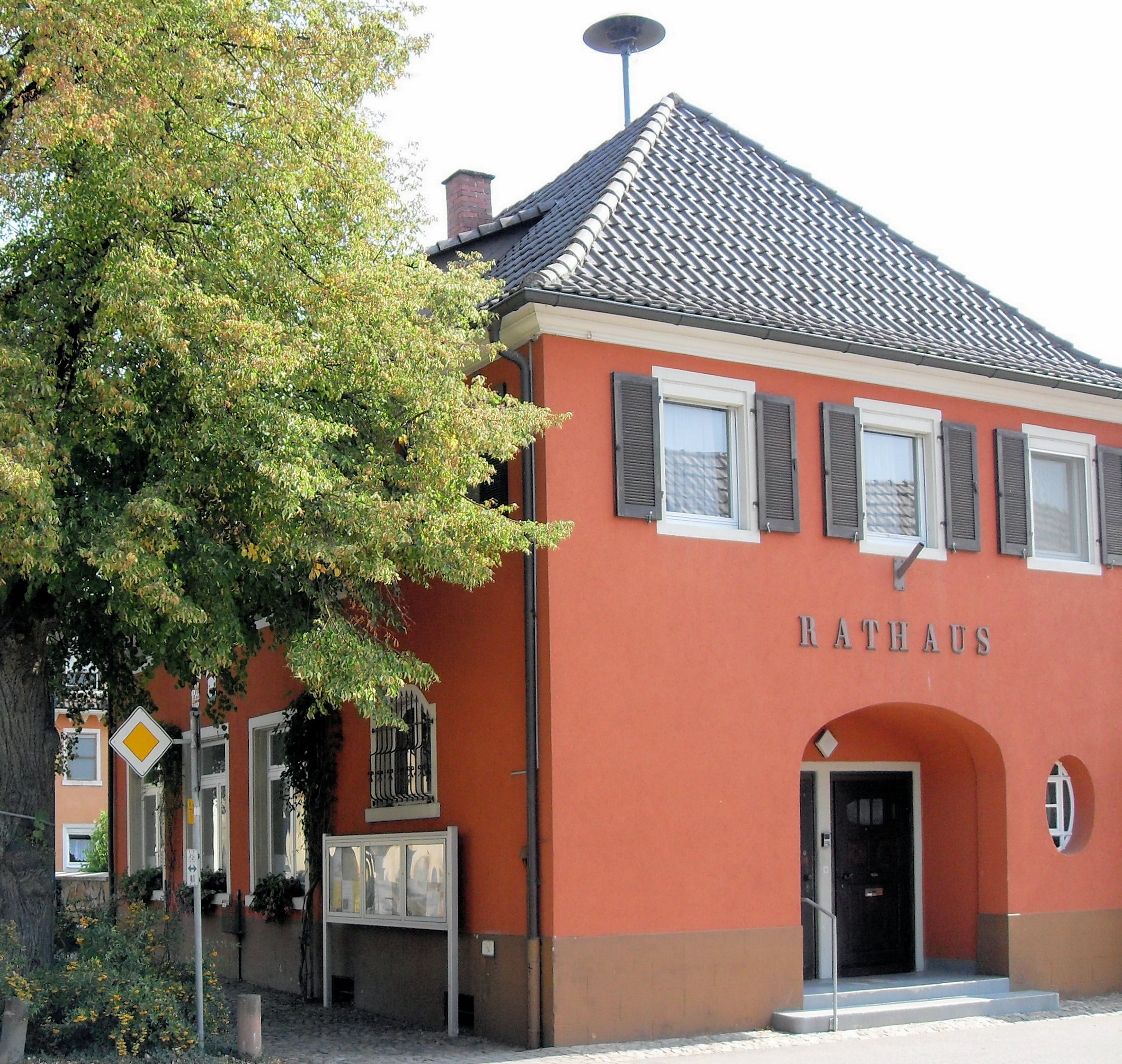
Rathaus Feldkirch
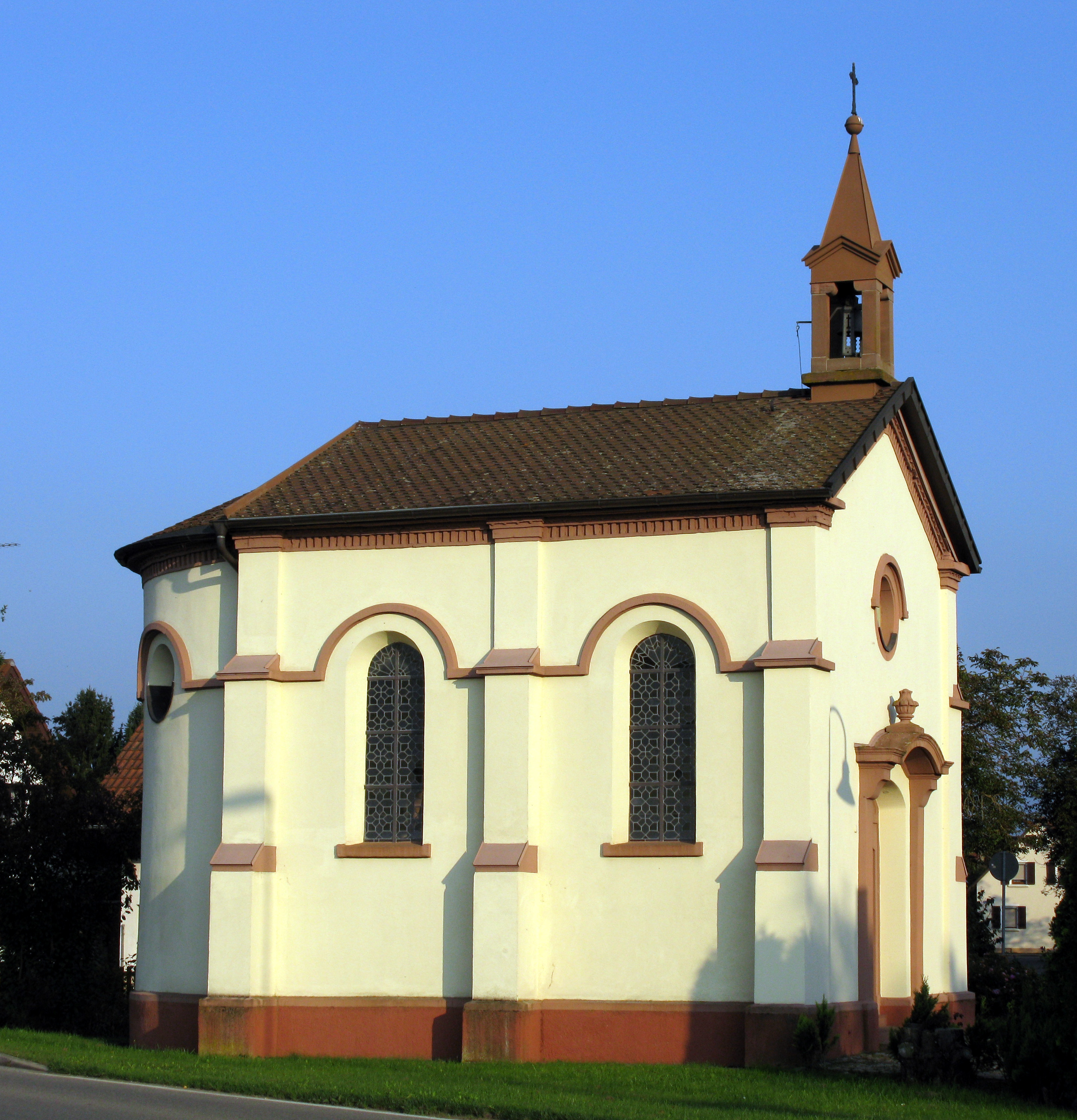
Ottilienkapelle in Feldkirch

## Politik

### Gemeinderat
Die Kommunalwahl am 9. Juni 2024  führte bei einer Wahlbeteiligung von 61,9 % zu folgendem Ergebnis:
| Partei/Liste      | Stimmen | G/V    | Sitze | G/V |
| ----------------- | ------- | ------ | ----- | --- |
| FWV               | 41,8 %  | + 7,1  | 6     | + 1 |
| CDU               | 31,6 %  | + 6,7  | 4     | ± 0 |
| Frauenliste       | 26,7 %  | + 9,7  | 4     | + 2 |
| Für unsere Dörfer | −       | – 23,4 | –     | – 3 |

| Sitzverteilung 2024 im Hartheimer GemeinderatInsgesamt 14 Sitze - Frauenliste: 4 - FW: 6 - CDU: 4 |

### Bürgermeister
- 1933–1945: Emil Friedrich[10]

- 1946–1969: Josef Widmann
- 1969–1982: Alfred Vonarb (CDU)
- 1982–2001: Erich Dilger († 29. Juli 2001) (CDU)
- 2001: Bernhard Pfrengle (kommissarisch) (FW)
- 2002–2009: Martin Singler (FW)
- 2010–2017: Kathrin Schönberger (parteilos)
- seit dem 1. Januar 2018: Stefan Ostermaier (FW)

### Zweckverband
Hartheim ist Mitglied im Grenzüberschreitenden örtlichen Zweckverband Mittelhardt-Oberrhein, der auf Basis des Karlsruher Übereinkommens die grenzüberschreitende kommunale Zusammenarbeit von Gemeinden im Elsass und Baden fördert.

### Partnerschaften
Hartheim verbindet seit 1993 eine Partnerschaft mit der Gemeinde Fessenheim im Elsass (Département Haut-Rhin). Außerdem bestehen freundschaftliche Beziehungen zu Mindszent an der Theiss (Ungarn).

## Wirtschaft und Infrastruktur

### Verkehr

#### Bahn- und Busverkehr
Hartheim verfügt über keinen eigenen Bahnhof. In Bad Krozingen in ca. 7 km Entfernung besteht Anschluss an die Rheintalbahn, in Breisach in ca. 14 km Entfernung darüber hinaus Anschluss an die Breisacher Bahn. Außerdem fahren Busse des Regio-Verkehrsverbunds Freiburg.

#### Radverkehr
Durch das Gemeindegebiet von Hartheim verläuft als Radfernweg die rechtsrheinische Variante des Rheinradwegs, der von der Quelle des Rheins am Oberalppass im Schweizer Kanton Graubünden bis zur Mündung bei Rotterdam führt. Er verläuft von Neuenburg am Rhein kommend ab Grißheim am Rhein entlang nach Breisach. Er ist als Eurovelo-Route 15 (Rheinradweg) und als D-Route 8 (Rhein-Route) ausgewiesen.
Über den Bad Krozinger Ortsteil Schlatt kann Bad Krozingen erreicht werden, über den Bad Krozinger Ortsteil Hausen und den Freiburger Ortsteil Munzingen besteht Anschluss nach Freiburg.

#### Straßen
2006 wurde die Alain-Foechterle-Erich-Dilger-Brücke eingeweiht. Damit existiert mit der 220 m langen Rheinbrücke über den Altrhein erstmals eine Direktverbindung zur Gemeinde Fessenheim in Frankreich. Die Bundesautobahn 5 (Niederaula–Weil am Rhein) führt unmittelbar am Ort vorbei. Hartheim hat mit der 64b (Hartheim / Heitersheim) eine eigene Anschlussstelle.

### Bildung
- Alemannenschule: eine Ganztagesgrundschule; die Alemannenschule geht in ihrer Geschichte bis auf das Jahr 1768 zurück.
- drei Kindergärten: je einen in Hartheim, Bremgarten und Feldkirch.

### Medien
Über das Lokalgeschehen in Hartheim berichten die Badische Zeitung und die Wochenzeitung ReblandKurier.

## Persönlichkeiten
- Im Ortsteil Bremgarten kam Karl Friedrich Kurz (1878–1962) zur Welt. Der Schriftsteller ließ sich in Norwegen nieder, wo er seine Erzählungen in deutscher Sprache schrieb. Die Natur und das Leben der Bevölkerung in den Fjorden beeinflussten ihn dabei.
- Von 2001 bis zu seinem Tode 2004 lebte der Literaturwissenschaftler Dietrich Schwanitz (1940–2004) in Hartheim, wo er den Gasthof Salmen erwarb und 2002 den Theaterraum von der Trompe-l’œil-Malerin Andrea Berthel-Duffing mit einer „shakesperisierten“ Version von Paolo Veroneses Das Gastmahl im Hause des Levi ausmalen ließ. 2005 übernahm die Gemeinde den Salmen.[14] 2017 wurde eine Dauerausstellung unter dem Namen Schwanitz, Shakespeare und der Salmen eröffnet.[15]
- Im Ortsteil Feldkirch wuchs die deutsch-britische Schriftstellerin Sybille Bedford (1911–2006) auf, die in ihrem Buch Jigsaw (dt. Rückkehr nach Sanary)[16] ein anschauliches Bild vom Leben im Dorf und auf dem Schloss in den frühen 1920er Jahren zeichnet.